# 青年 (1962年の映画)
『青年』（せいねん、Hemingway's Adventures of a Young Man）は1962年のアメリカ合衆国のドラマ映画。
監督はマーティン・リット、出演はリチャード・ベイマーとポール・ニューマンなど。
文豪アーネスト・ヘミングウェイの短編シリーズ『ニック・アダムス物語』から10本を再構成した作品である。

## ストーリー
ミシガン州の田舎町で両親と暮らす19歳の青年ニック・アダムスは、いつまでも自分を子供扱いして縛り付けようとする威圧的な母親やそんな母親に全く逆らえない父親、そして田舎町での生活の全てに嫌気がさし、かねてから夢見ていたニューヨークで新聞記者になることを目指して家出する。旅の途中で様々な人々と出会い、様々な経験をしたニックは、ニューヨークで新聞記者の職を探すが経験のない彼は門前払いされる。その後、第一次世界大戦中のイタリアに、赤十字の仕事を支援する志願兵として赴くこととなる。戦争について深く考えずに志願したニックだったが、戦場の悲惨さを目の当たりにして、戦争とは何かについて深く考えるようになる。そんな中、ニックは戦場で大怪我を負い、病院に入院すると、そこで出会った看護師ロザンナと恋に落ちる。ところがニックが彼女に結婚を申し込もうとした矢先、病院が爆撃され、ロザンナはニックの腕の中で亡くなる。帰国したニックを地元の人々は英雄として大歓迎する。しかし、その場に父親の姿がないことに疑問を抱いたニックは母親から父親が自殺したことを既に手紙で伝えてあったはずと言われる。手紙はニックのもとに届いておらず、ショックを受けたニックは歓迎レセプションの場から立ち去り、家で父親が自殺したときの様子を母親から聞く。その後、しばらくは実家でぶらぶらしていたニックだったが、仕事を世話してやるという母親に遂に決別を宣言し、改めてニューヨークでこれまで見聞きして来たことを文章に書くと告げると、生まれ育った故郷を後にする。

## キャスト
| 役名                                                                      | 俳優                                | 日本語吹替                                 |
| 役名                                                                      | 俳優                                | NETテレビ版                                |
| ------------------------------------------------------------------------- | ----------------------------------- | ------------------------------------------ |
| ニック・アダムス （物書きを目指す青年）                                   | リチャード・ベイマー                | 森功至                                     |
| ヘンリー・アダムス （ニックの父親で医師）                                 | アーサー・ケネディ                  | 筈見純                                     |
| アド・フランシス （パンチドランカーの元ボクシングチャンピオン）           | ポール・ニューマン                  | 中田浩二                                   |
| ヘレン・アダムス （ニックの母親）                                         | ジェシカ・タンディ                  | 京田尚子                                   |
| バグズ （フランシスの面倒を見ている男）                                   | ファノ・フェルナンデス              | 加藤正之                                   |
| 伯爵夫人 （イタリアに派遣する志願兵を募集）                               | コリンヌ・カルヴェ                  | 沢田敏子                                   |
| キャロリン （ニックの既に関係の冷めている恋人）                           | ダイアン・ベイカー                  | 青木明子                                   |
| エディ・ボールトン                                                        | マーク・キャベル                    | 熊倉重之                                   |
| ジョージ                                                                  | マイケル・J・ポラード               | 八代駿                                     |
| ビリー・キャンベル （バーレスクの旅巡業一座の広告宣伝係）                 | ダン・デイリー                      | 野本礼三                                   |
| ターナー （キャンベルの雇い主で相棒の興行師）                             | フレッド・クラーク                  | 石井敏郎                                   |
| モリス                                                                    | バルーク・ルメット                  | 野本礼三                                   |
| ロザンナ （ニックと結婚を誓い合った看護師で伯爵令嬢）                     | スーザン・ストラスバーグ            | 渋沢詩子                                   |
| パドュラ少佐 （ニックが命を救った上官）                                   | リカルド・モンタルバン              | 家弓家正                                   |
| ジョヴァンニ(ジョン)・ブラッチャ伍長 （ニックの従卒で気のいいイタリア人） | イーライ・ウォラック                | 加茂喜久                                   |
| グリッフィ伯爵                                                            | チュリオ・カルミナチ                | 塩見竜介                                   |
| 電信技手 （ニックが父親に電報を打とうとした際の担当）                     | ジェームズ・ダン                    |                                            |
| マネラ                                                                    |                                     | 細井重之                                   |
| 市長                                                                      |                                     | 藤本譲                                     |
| 編集長                                                                    |                                     | 国坂伸                                     |
| 看護婦(1)                                                                 |                                     | 北見順子                                   |
| 看護婦(2)                                                                 |                                     | 落合美穂                                   |
| 女(1)                                                                     |                                     | 中村美和子                                 |
| バーレスク・クイーン                                                      | シャロン・テート （クレジットなし） |                                            |
| ナレーション                                                              | N/A                                 | 中田浩二                                   |
|                                                                           |                                     |                                            |
| 演出                                                                      | 演出                                | 好川阿津志                                 |
| 翻訳                                                                      | 翻訳                                | 九鮎子                                     |
| 効果                                                                      | 効果                                | PAG                                        |
| 調整                                                                      | 調整                                | 栗林秀年                                   |
| 制作                                                                      | 制作                                | グロービジョン                             |
| 解説                                                                      |                                     |                                            |
| 初回放送                                                                  | 初回放送                            | 1973年11月4日・11日 『ニューシネマサロン』 |